# Royaume de Man et des Îles
1079–1164/1266
Entités précédentes :
- Royaume viking de Dublin

Entités suivantes :
- Royaume d'Écosse
- Comté des Orcades

Le royaume de Man et des Îles, aussi connu sous le nom de royaume des Îles était un royaume norrois qui exista dans les îles Britanniques entre 1079 et 1266.
Ce royaume se divisait en deux parties : une constituée des îles du sud (les Hébrides et l'île de Man), nommée Sodor (Suðr-eyjar), et une autre des îles du nord (les Orcades et les Shetland), nommée Norðr (Norðr-eyjar). Les souverains portaient le nom latin de Rex Manniae et Insularum (« roi de Man et des Îles »). Ce royaume ne constitue pas une entité ininterrompue au cours de sa période d'existence. Si certains rois sont complètement indépendants, la plupart d'entre eux ont des suzerains en Norvège, en Irlande, en Angleterre, en Écosse et dans les Orcades. Au total, ces îles recouvrent une superficie de 8 300 kilomètres carrés et s'étendent sur plus de cinq cents kilomètres du nord au sud.
L'influence viking sur ces terres apparaît dès la fin du VIIIe siècle et s'il ne fait aucun doute que la dynastie des Uí Ímair a joué un rôle important à cette époque, les sources à propos des dates et des détails des différents chefs de ce territoire sont confuses jusqu'au milieu du Xe siècle. L'hostilité entre les rois des Îles et les dirigeants de l'Irlande ainsi que l'intervention du royaume de Norvège (soit directement, soit au travers de son vassal qu'est le Comte des Orcades), sont des éléments récurrents de l'histoire de ce royaume.
L'invasion par Magnus III de Norvège, à la fin du XIe siècle, entraîne une brève période de contrôle norvégien direct sur le royaume. Toutefois, rapidement, les héritiers de Godred Crovan permettent à celui-ci de redevenir largement indépendant. Finalement, l'intervention de Somerled, qui prend le contrôle du royaume, met fin à cette période puisqu'à sa mort en 1164, le royaume est divisé en deux. Un siècle plus tard, les îles deviennent partie intégrante du royaume d'Écosse, à la suite du traité de Perth de 1266.
Aujourd'hui encore, l'évêque de l'île de Man porte le titre d'« évêque de Sodor et Man ».

## Formation
Le royaume de Man et des Îles est constitué par le roi celto-norrois Godred Crovan lorsqu'il soustrait l'île de Man au pouvoir des Vikings de Dublin en 1079. Godred échoue lors de ses deux premières tentatives d'invasion de l'île. Ce n'est que lors de sa troisième tentative qu'il remporte une victoire près de Ramsey (bataille de Skyhill). Auparavant, les Îles étaient passées sous puissance scandinave à la suite des invasions de Vikings de 700 à 900 environ. Jusqu'à l'arrivée de Godred, celles-ci étaient administrées par les royaumes norrois de Dublin et des Orcades.

### Sources
La présence de l'abbaye d'Iona, sur l'île d'Iona, permet d'être bien documenté sur les événements de la région entre le milieu du VIe siècle et le milieu du IXe siècle. Toutefois, à partir de 849, au moment où les reliques de Colomba d'Iona sont déplacées du fait des invasions vikings, les sources écrites locales disparaissent pendant trois siècles. Ainsi, les sources à propos des Hébrides et du nord de l'Écosse pour la période allant du VIIIe et XIe siècles sont presque exclusivement irlandaises, anglaises ou norroises. Le principal texte norois est la Orkneyinga saga, qui doit être étudié avec prudence car il est basé sur des traditions orales couchées sur le papier au début du XIIIe siècle seulement par un moine islandais. Les sources anglaises et irlandaises sont plus contemporaines mais elles tendent à introduire un biais dans le récit historique, en raison du fait que l'archipel des Hébrides deviennent un territoire de langue noiroise durant la période considérée. Les sources archéologiques découvertes dans l'archipel sont assez limitées, notamment au regard de ce qui a été exhumé pour les époques du Néolithique et de l'âge du Fer.

### Premières incursions vikings dans les îles

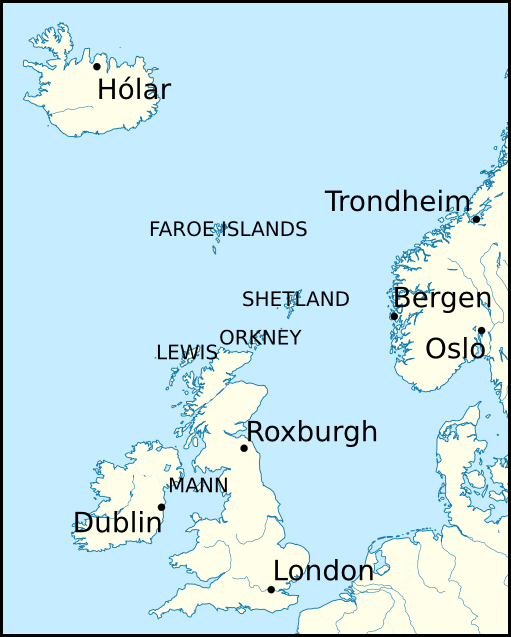
Géographie régionale.

Avant les invasions vikings, les Hébrides méridionales font partie du royaume gaëlique de Dal Riada. Quant aux Hébrides intérieures et extérieures situées plus au nord, elles sont formellement sous le contrôle des Pictes, même si les sources historiques attestant de cette appartenance sont rares. Selon Ó Corráin (1998) « quand et comment les Vikings ont conquis et occupé les Îles est inconnu, et pourrait ne jamais l'être ». Toutefois, à partir de 793, des raids réguliers des Vikings sur les îles Britanniques sont mentionnés. Ces terres sont dévastées en 794 et Iona est mise à sac en 802 et 806. Les noms de différents chefs vikings, probablement installés en Écosse, apparaissent dans les annales irlandaises : Soxulfr en 837, Turgesius en 845 et Hakon en 847. Une autre référence ancienne à la présence noroise dans les sources irlandaises est celle d'un Viking écossais dont l'héritier, Thórir, emmène une armée en Irlande en 848.

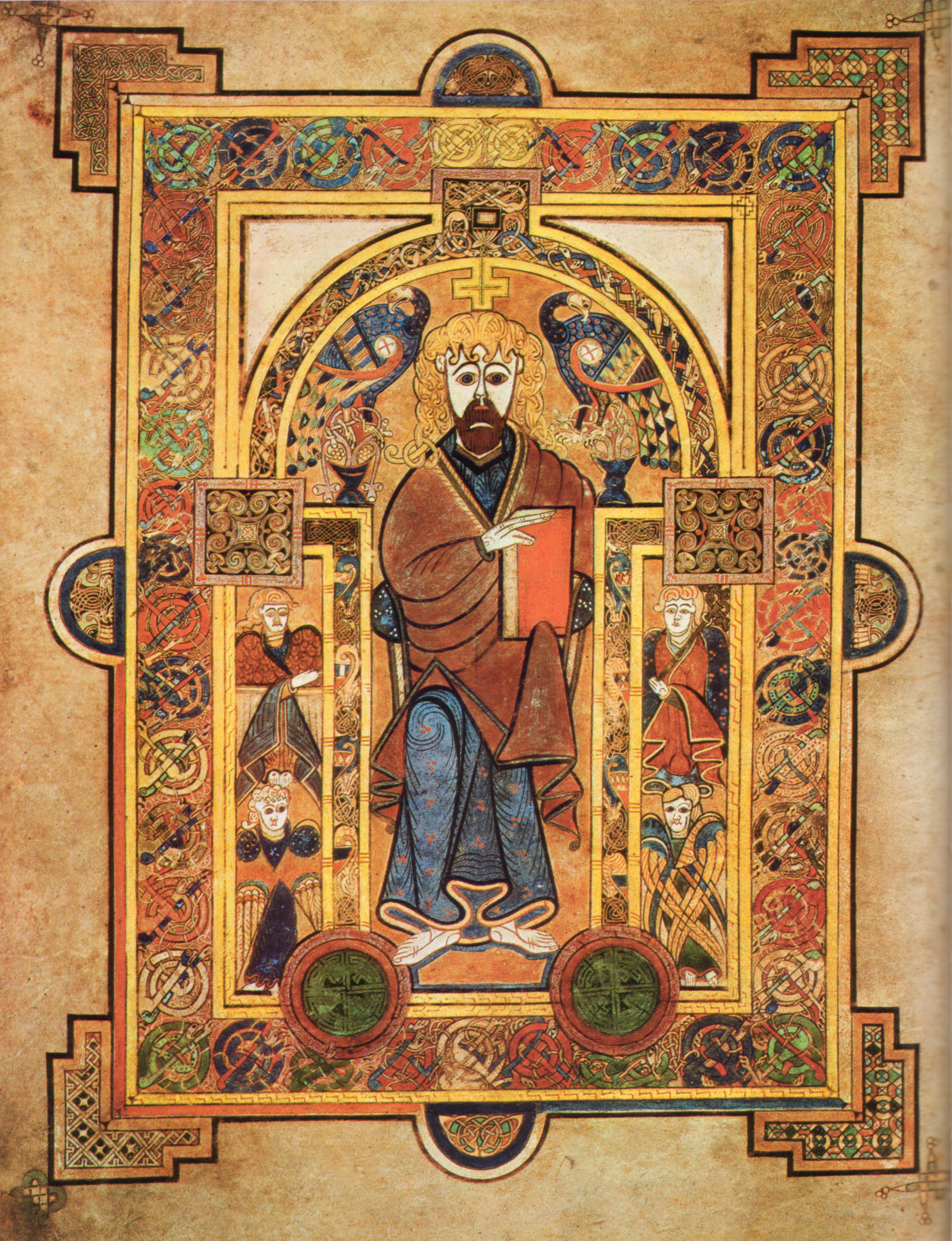
Illustration du Livre de Kells, qui pourrait avoir été l'œuvre des moines de l'abbaye d'Iona et ramené en Irlande pour être protégé des invasions vikings.

Au IXe siècle, les premières références aux Gall-Gaidel (Norvégiens-Gaëls) apparaissent pour la première fois. Ce terme est utilisé de manière variée dans les siècles qui suivent, se référant aux individus de descendance mixte scandinave et celtique ou à la culture qui devient dominante au sud-ouest de l'Écosse, dans des régions du nord de l'Angleterre et dans les Îles.
Selon la saga des Orcadiens, vers 872 Harald Harfagre devient le premier roi de Norvège et ses opposants s'enfuient vers les îles écossaises dont les Hébrides et les archipels septentrionaux. Harald les poursuit et incorpore alors ces archipels du Nord à son royaume en 875, puis, peut-être un peu plus d'une décennie plus tard, les Hébrides. Par la suite, les chefs vikings locaux se révoltent. Harald envoie alors Ketill au Nez plat pour les soumettre. Il y parvient rapidement mais rapidement, il se déclare lui-même roi des Îles, un titre qu'il garde jusqu'à la fin de sa vie. Ketill est parfois perçu comme le même personnage que Caittil Find, un chef des Gall-Gaidel mentionné en Irlande en 857 mais cette association est loin d'être certaine. Ketill meurt sans laisser d'héritiers et peu de choses sont connues des quarante années qui suivent. Toutefois, Woolf suggère que son apparition dans les sagas « ressemble beaucoup à une histoire créée postérieurement pour légitimer les prétentions norvégiennes sur la région ».
Des difficultés similaires existent à propos de l'origine de Godfred Ier de Man, le dirigeant supposé des Hébrides au IXe siècle et l'ancêtre du Clan Donald. Il a été suggéré que son apparition ressemble aussi beaucoup à l'œuvre de propagandistes du clan Donald au XIVe siècle.

### La dynastie des Uí Ímair

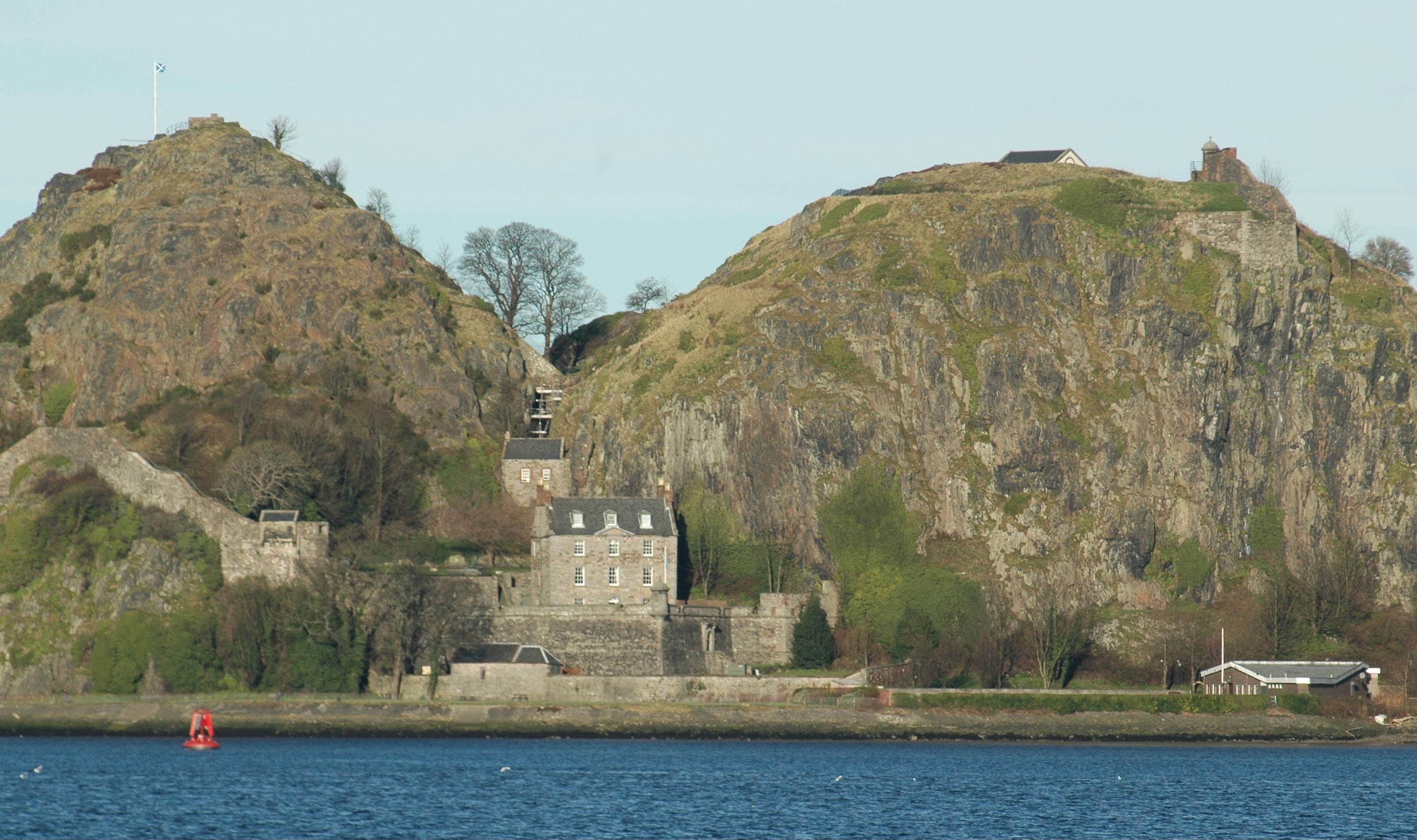
Le château de Dumbarton aujourd'hui.

En 870, le château de Dumbarton est assiégé par Ivarr de Dublin et Amlaíb Conung, les deux rois des Vikings qui reviennent à Dublin depuis l'Angleterre l'année suivante, avec de nombreux prisonniers. Par conséquent, il est probable que l'hégémonie scandinave sur le littoral occidental de l'Écosse est déjà importante à cette époque. Amlaíb Conung est décrit comme le fils du roi de Lochlainn dans les Annales fragmentaires d'Irlande et Ó Corráin affirme que le Lochlainn correspond à l'Écosse sous domination viking et probablement aussi à l'île de Man. Selon la même source, Amlaib Conung est aussi mentionné comme ayant aidé son père Gofraidh, assailli par des Vikings en Lochlainn vers 872. Gofraidh meurt en 873 et Ivarr pourrait lui avoir brièvement succédé puisqu'il meurt la même année. Amlaíb décède probablement en 874. Une lamentation en l'honneur d'Áed, un roi picte mort en 878, suggère que... Les Norois pourraient s'être emparés de l'île de Man en 877, la détenant avec certitude vers 900. En 902, les Vikings sont chassés de Dublin pour une douzaine d'années et, l'année suivante, Ivarr, le petit-fils d'Ivarr de Dublin, est tué lors d'une bataille contre l'armée de Constantin II. Toutefois, ces défaites font plutôt figure de contretemps dans l'entreprise des Vikings de conquête de l'Écosse plutôt que comme un tournant décisif. Des querelles internes sont mentionnées par les Annales d'Ulster de 914, qui décrivent la défaite de Bard Ottarson lors d'une bataille navale contre Ragnall Uí Ímair, au large de l'île de Man.
Les quatre premières décennies du Xe siècle sont mal connues, notamment en ce qui concerne les Hébrides. Il est possible que Ragnall ua Ímair, qui dirige alors l'île de Mann, ait pu influencer le cours des événements sur les Hébrides. Toutefois, c'est Olaf Kvaran qui est mentionné comme le prochain roi des Îles. En effet, après la mort d'Olaf Gothfrithson en 941, Olaf Kvaran devient roi de Northumbrie et il succède probablement à son cousin Olaf comme roi de Mann. Ce dernier est attesté en tant que Rex plurimarum insularum, ce qui pourrait suggérer qu'il a été le premier roi de Mann et des Îles occidentales écossaises simultanément.
Amlaib, qui décède quatre décennies plus tard en 980 en 981 alors qu'il s'est retiré à l'abbaye d'Iona, a Mac Harald, probablement son neveu, comme successeur. C'est ensuite son frère, Godfred II de Man, qui lui succède. Au cours des règnes de ces deux frères, au moins deux raids majeurs sont lancés contre l'Irlande, Godfred remportant la bataille de Man en 987. Cette bataille, mentionnée par les Annales d'Ulster, aurait été gagnée par Godfred et les Danois, probablement des forces issues directement de Scandinavie sous le commandement d'Olaf Tryggvason. Les Annales d'Ulster mentionnent la mort de Godfred en Dalriada en 989, le décrivant comme roi de Innse Gall. L'origine exacte de ce terme est mal connue. Il peut s'agir d'une expression nouvelle ou qui a déjà été utilisée, peut-être pour se référer au royaume insulaire d'Amlaíb Cuarán. La géographie complexe de l'Écosse occidentale et le manque de sources écrites rendent difficiles l'estimation exacte de l'étendue et de la nature de ces royaumes. Ainsi, la Chronique des rois d'Alba indique que presque tous les rois qui ont régné du milieu du Xe siècle à la fin du XIe siècle ont été enterrés à Iona. Cela pourrait signifier que Iona et Mull se situent au sein ou à proximité du royaume d'Écosse naissant. En outre, deux mentions dans les Annales d'Inisfallen indiquent que les Îles occidentales pourraient ne pas avoir été organisées en royaume ou seigneurie mais plutôt qu'elles sont dirigées par des assemblées de propriétaires qui élisent régulièrement des hommes de loi pour diriger les affaires publiques.

### Les Jarls des Orcades et le roi de Dublin
À ce moment de l'histoire du royaume, la Saga des Orcadiens redevient la principale source d'informations sur les événements au nord de l'Écosse. En 990, Sigurd Hlodvirsson, jarl (ou comte) des Orcades, prend le contrôle des Hébrides et place un jarl, nommé Gilli, à la tête de cette région. En 1004, les îles hébrides recouvrent leur indépendance sous la conduite de Ragnald Ier de Man, le fils de Godfred. À la mort de Ragnal, Sigurd récupère le contrôle des Hébrides jusqu'à sa mort lors de la bataille de Clontarf. Par la suite, les îles pourraient être passées sous l'obédience de Håkon Eiriksson. Selon le texte gallois Historia Grufudd vab Kenan, Amlaíb mac Sitriuc est mentionné comme le roi d'un grand nombre de lieux au moment de sa mort en 1034, incluant l'île de Man, un grand nombre des autres îles du Danemark, Galloway et Anglesey. Olaf appartient à la dynastie des Uí Ímair et il est difficile de positionner son règne par rapport à ceux des chefs norvégiens qui viennent avant et après lui selon les sagas. En outre, il existe une référence obscure dans la Prophétie de Berchán, sous-entendant que le roi écossais Malcolm II pourrait avoir été actif à Islay et Arran (dans les Hébrides) à la même époque. Cela renforce l'idée que les influences scandinaves, écossaises et norvégiennes-gaëlles s'entremêlent à cette époque.
Le prochain chef mentionné est le fils de Sigurd Hlodvirsson, Thorfinn Sigurdsson, qui arrive au pouvoir vers 1035 jusqu'à sa mort deux décennies plus tard. L'alliance étroite et durable entre les îles et la Norvège est suggérée par une mention dans les Annales de Tigernach pour l'année 1058 : « Une flotte fut conduite par le fils du roi de Norvège, avec les Gaill des Orcades, des Hébrides et de Dublin, pour s'emparer du royaume d'Angleterre mais Dieu n'y consentit pas ». Ce monarque de Norvège est alors Magnus II de Norvège, qui pourrait avoir profité de la mort de Thorfinn comme d'un moyen pour exercer directement son pouvoir sur les Orcades et les Hébrides,.
Toutefois, au milieu du XIe siècle, Margad Ragnaldson aurait pris possession de l'île de Man. Il est aussi le roi de Dublin de 1036 à 1038 et de 1046 à 1052. Il a peut-être aussi été roi des Rhinns de Galloway, suggérant que l'île de Mann et les Hébrides sont à nouveau séparés (bien qu'il soit possible qu'il ait aussi régné sur les Hébrides),.
Murchad mac Diarmata est mentionné comme contrôlant Man et Dublin, suivi par son père Diarmait mac Mail na mBo, Haut-Roi d'Irlande, qui s'empare de Man et des Îles jusqu'à sa mort en 1072. Par la suite, Godred Sigtryggsson et son fils, Fingal Godfredson, dirigent au moins Man. Quant aux Hébrides, les sources restent obscures jusqu'à l'arrivée de Godred Crovan.

### Godred Crovan et l'influence irlandaise
Crovan signifie probablement « main blanche » bien que la raison en est inconnue, de même que ses origines sont incertaines. Godred pourrait avoir été un fils ou un neveu d'Imar mac Arailt, roi de Dublin et, par extension, descendant d'Amlaíb Cuarán. C'est un survivant de l'armée d'Harald Hardrada vaincu lors de la bataille de Stamford Bridge en 1066 et qui a fui vers Man. Peu de choses sont connues de lui avant qu'il ne parvienne à prendre l'île de Man aux dépens de Fingal Godfredson en 1079, probablement avec l'aide de troupes des Hébrides. Il devient aussi roi de Dublin mais aucune source contemporaine ne fait référence à lui ou à ses prédécesseurs comme roi de Mann et des Îles. Finalement, il est expulsé de Dublin par Muirchertach Ua Briain et il doit fuir vers Islay où il meurt en 1095,. Il est difficile de connaître l'étendue exacte de la domination de Ui Briain sur les îles au nord de Man mais l'influence irlandaise croissante dans cette région entraîne une réaction rapide et décisive de la Norvège. Un haut degré d'instabilité politique est suggéré par la bataille ayant eu lieu sur l'île de Man à Santwat en 1098.

## Extension

Extension vers 1100.

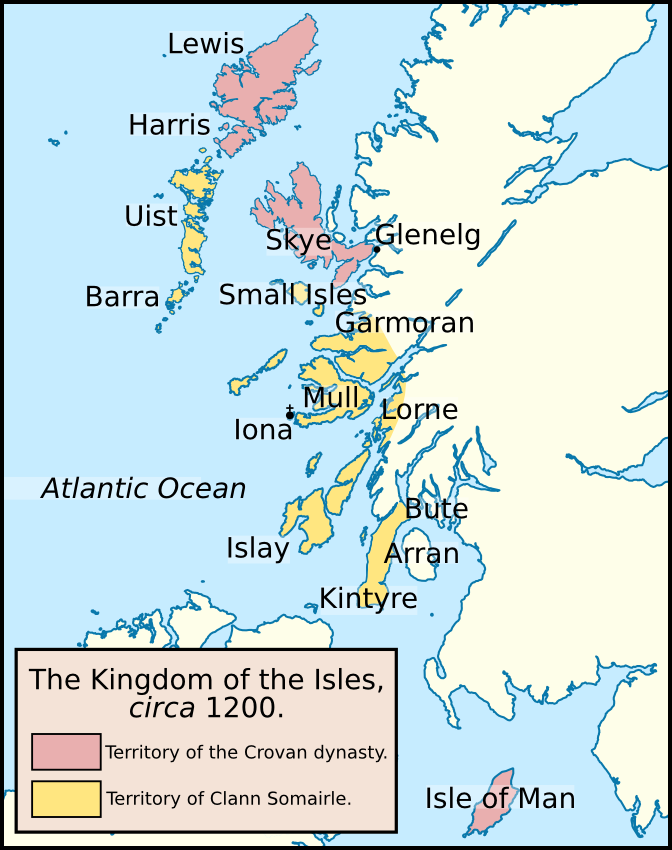
Paysage politique vers 1200.

Le royaume de Man et des Îles s'étendait sur les îles du nord de la mer d'Irlande et les terres à l'ouest de la côte occidentale de l'Écosse. Il incluait :
- L'île de Man et ses îles (Calf of Man, Saint-Michael, etc.)
- Les Hébrides intérieures
- Les Hébrides extérieures

La situation évolua en 1153 avec la mort de deux rois de la région : David Ier d'Écosse et Amhlaibh de l'île de Man. Somerled, maître de l'Argyll et du Kintyre, attaqua trois ans plus tard l'Écosse et l'île de Man dans l'espoir de s'en emparer. Man était alors dominée par Goraidh mac Amhlaibh, le beau-frère de Somerled. Le 6 janvier 1156, Goraidh fut battu par la flotte de Somerled à l'ouest d'Islay. Celui-ci s'empara du royaume mais laissa au vaincu les Hébrides extérieures et Man.
À l'occasion de ce découpage de 1156, les trois fils de Somerled devinrent rois d'une région chacun à la mort de leur père (1164) :
- Engus (Angus), tué en 1210, Bute,
- Dufgall, Mull, Coll, Tiree et Jura ancêtre des MacDougall,
- Rögnvaldr (Reginald), et le Kintyre ancêtre des Mac Donald "Seigneurs des Îles".

Goraidh (Godfred V de Man) et ses descendants, eux, conservèrent l'île de Man et les Hébrides extérieures jusqu'en 1248.
Deux descendants de Somerled, Jon mac Dungadr (1249-1263) et Duggall mac Ruaidri (1263-1266), furent ensuite rois des Hébrides intérieures qui s'affranchissaient alors définitivement de l'union avec Man, comme vassaux de Håkon IV de Norvège, pendant que Man seule restait aux descendants de Godfred jusqu'en 1266.
Le royaume de Man avait une grande influence dans l'extrême-ouest de l'Écosse et dans certaines zones à l'est de l'Irlande, comme le Furness, le Whithorn, l'Argyll et le Galloway. À un certain moment, le royaume de Man et des Îles est devenu un domaine dépendant des rois de Dublin et des rois de Jorvik.

### Influence noroise
En 1098, Magnus III de Norvège rétablit la suzeraineté norvégienne directe sur les îles, peut-être pour contrer l'influence irlandaise croissante et en réaction au désordre général dans la région. Tout d'abord, il s'empare des Orcades, du nord de l'Écosse et des Hébrides où « il teint son épée rouge sang ». Selon la Saga des rois de Norvège, Magnus a fait draguer son navire à travers l'isthme nord de Kintyre en 1093 dans le cadre de sa campagne. Par là, en faisant mine de naviguer sur l'isthme, il prétend que la péninsule est une île et en accapare le contrôle. Le Kintyre reste ainsi plus de douze ans sous l'autorité du royaume de Norvège.
En 1098, Edgar signe un traité avec Magnus qui fixe la frontière entre les Écossais et les terres réclamées par la Norvège dans les îles. Edgar accepte la situation existante en abandonnant ses prétentions sur les Hébrides et le Kyntire.

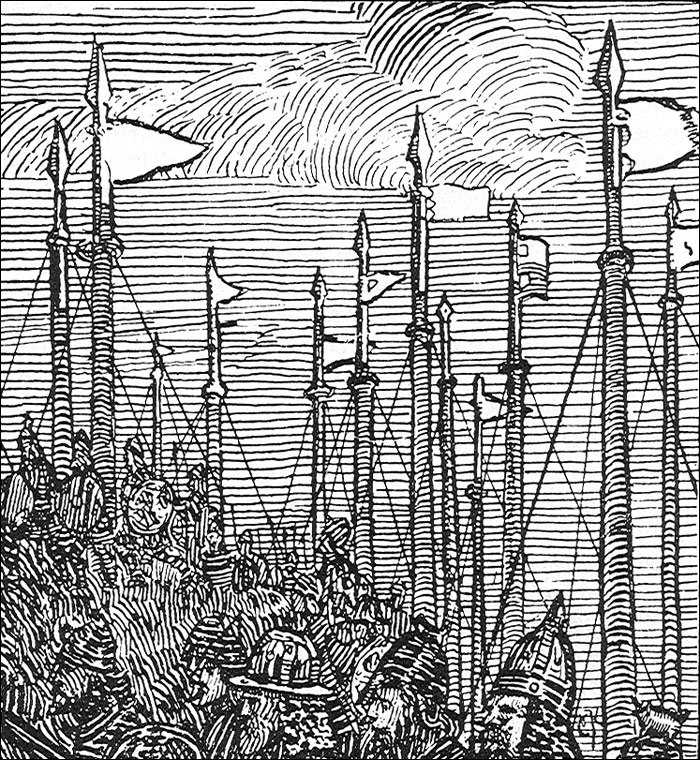
Les forces de Magnus III en Irlande.

En 1102, une deuxième expédition est marquée par des incursions en Irlande. La Saga des rois de Norvège rapporte que Magnus obtient le mariage de son fils Sigurd Ier de Norvège avec la fille de Muirchertach Ua Briain, Sigurd ayant autorité sur les îles. Toutefois, le 23 août 1103, Magnus est tué lors de combats en Ulster et Sigurd, alors âgé de quatorze ans, part en Norvège sans sa femme. Le roi suivant est Lagman de Man, le fils de Godred Crovan, qui est apparemment nommé avec le consentement de Sigurd. Il réussit avec succès à mater une rébellion de son frère Harald et règne pendant sept ans avant d'abdiquer et de partir en pèlerinage à Jérusalem où il décède.
Au moment de l'abdication de Lagmann, son fils est encore mineur. Domnall mac Taidc Ua Briain (Domnall MacTade), un petit-fils d'Echmarcach mac Ragnaill devient seigneur des Îles en 111, soit à l'invitation des nobles de la région, soit par la force. Par la suite, il s'avère être un tyran impopulaire et est expulsé par les habitants après deux ans, fuyant en Irlande.
Deux ans plus tard, Sigurt tente de nommer Ingemund, un personnage dont le passé est inconnu, pour prendre possession du royaume des Îles. Toutefois, quand il arrive sur l'Île de Lewis, Ingemund envoie des messages à tous les chefs des Îles pour leur demander de se rassembler et de le déclarer roi. Dans le même, lui et ses partisans « pillent et se divertissent. Ils violent des filles et des mères et s'abandonnent à toutes les formes de plaisir et de gratification sensuelle. Quand les chefs des Îles apprennent cela, ils se sont déjà réunis pour le déclarer roi et ils entrent dans une telle colère qu'ils se précipitent vers lui. Surgissant durant la nuit, ils mettent le feu à la maison où Ingemund se trouve, celui-ci périssant avec ses hommes, soit par l'épée, soit par les flammes ».
Le prochain roi à être mentionné est Olaf Ier de Man, le fils de Godred Crovan, aussi connu comme « Le Rouge » par les habitants des Highlands et « Bitling » par les Norvégiens, ce dernier surnom pouvant venir de sa petite taille. Il a passé du temps à la cour du roi Henri Ier d'Angleterre, celui-ci ayant pu encourager ses ambitions dans une tentative de réduire l'influence des Ui Briain sur la mer d'Irlande et ses environs. Olaf règne durant quatorze ans, parvenant à maintenir la paix et la stabilité durant cette période. Néanmoins, quelques événements se produisent. Au cours de ce règne Ottar Ottarsson, l'un des nobles des Hébrides prend Dublin par la force et la détient durant dix ans avant son assassinat en 1148. Le fils d'Ottar, Thorfinn, est décrit comme l'un des plus puissants des seigneurs des Hébrides en 1150. En 1152, le neveu d'Olaf Ier de Man à Dublin se soulève contre lui avant d'attaquer Man où son oncle est tué.

### Somerled
Le pouvoir dictatorial de Godred lui attire rapidement l'impopularité des îliens et les conflits qui s'ensuivent marquent le début du délitement de l'union entre Man et les Îles sous la forme d'un ensemble politique cohérent dirigé par un seul homme. Les principaux barons des Îles commencent à comploter avec une puissante figure émergente, Somerled, le seigneur d'Argyll. Les origines parentales de Somerled sont obscures mais il se serait marié avec Ragnhildis, la fille d'Olaf le Rouge et la demi-sœur de Godred. Il est possible que Somerled ait gagné les faveurs d'Olaf en l'aidant à prendre le contrôle des Hébrides septentrionales aux dépens du Jarl des Orcades, dont l'influence venait de s'étendre à nouveau jusqu'aux Sudreys. La popularité de Somerled se transmet à son fils, Dughall mac Somhairle, qui est annoncé à travers les Îles comme le futur roi des Îles. Quand Godred a vent de cela, il se confronte aux forces de Somerled durant la bataille de l’Épiphanie en 1156. Aucun vainqueur clair n'en sort mais il apparaît que Godred reste le dirigeant de Man, des Hébrides intérieures septentrionales et des Hébrides extérieures tandis que les jeunes fils de Somerled, sous l'autorité de leur père, contrôlent nominalement les Hébrides intérieures, le Kyntire et les îles de la Clyde. Deux ans plus tard, l'invasion de l'île de Man par Somerled oblige Godred à fuir vers la Norvège, laissant Somerled comme le nouveau chef du royaume.

## La vie à l'époque noroise
Autant que les sources écrites, les preuves archéologiques de cette période sont limitées, de même que la connaissance de la vie quotidienne de la population. Les Hébrides sont alors taxées selon le système de l'ounceland (en) (mesure traditionnelle des terres écossaises.). Des preuves découvertes à Bornais (en) suggèrent que les habitants pourraient avoir été plus riches que les familles d'un statut similaire habitant dans les Îles du Nord, peut-être en raison d'un régime politique plus souple. Tardivement, les Hébrides envoient huit représentants des îles de Lewis, Harris et Skye et huit autres des Hébrides du Sud au Tynwald, le Parlement de Man.
Colonsay et Oronsay présentent plusieurs lieux d'enterrement païens de tradition noroise. Une haute croix du XIe siècle, décorée avec de l'art irlandais et viking est découverte sur Islay en 1838. La péninsule aujourd'hui inhabitée de Rubha an Dùnain (en), au sud des collines de Cuillin sur l'île de Skye, comprend le Loch na h-Airde, connecté à la mer par un petit canal artificiel. Ce loch est alors le site d'une activité maritime soutenue durant de nombreux siècles recouvrant l'époque viking et celle de la domination des clans écossais. Il y existe aussi un quai en pierre et un système permettant de maintenir un niveau d'eau constant. Des embarcations en bois découvertes à cet endroit ont été datées du XIIe siècle. Seules trois pierres de runes ont été découvertes sur la côte occidentale écossaise, sur des mémoriaux chrétiens trouvés à Barra, Inchmarnock et Iona.